# Woking F.C.
Woking FC là một câu lạc bộ bóng đá có trụ ở tại Woking, Surrey, Anh. Được thành lập vào năm 1887, Đội bóng hiện thi đấu tại National League, cấp độ thứ 5 của bóng đá Anh, và có sân nhà ờ The Laithwaite.

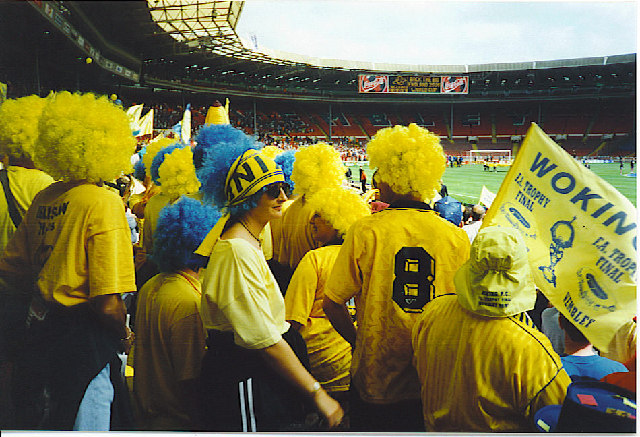
Cổ động viên theo dõi trận thắng của câu lạc bộ tại Wembley trong trận Chung kết Cúp FA năm 1997

## Danh hiệu

### Liên đoàn
- Football Conference (Giải hạng 5)
  - Á quân các mùa giải 1994–95, 1995–96
- Conference South / National League South (Giải hạng 6)
  - Nhà vô địch mùa giải 2011–12
  - Á quân mùa giải 2018–19
  - Đội thắng trận Play-off mùa giải 2018–19
- Isthmian League (Giải hạng 7)
  - Nhà vô địch mùa giải 1991–92
  - Á quân mùa giải 1956–57

### Cúp
- FA Trophy
  - Nhà vô địch các mùa giải 1993–94, 1994–95, 1996–97
  - Á quân mùa giải 2005–06
- Conference League Cup
  - Nhà vô địch mùa giải 2004–05
  - Á quân mùa giải 1997–98
- FA Amateur Cup
  - Nhà vô địch mùa giải 1957–58
- Isthmian League Cup
  - Nhà vô địch mùa giải 1991
- Isthmian Charity Shield
  - Nhà vô địch các mùa giải 1992, 1993
- London Senior Cup[2]
  - Á quân mùa giải 1983
- Surrey Senior Cup[3]
  - Nhà vô địch các mùa giải 1912–13, 1926–27, 1955–56, 1956–57, 1971–72, 1990–91, 1993–94, 1995–96, 1999–00, 2003–04, 2011–12, 2013–14, 2016–17
  - Á quân các mùa giải (16) 1897–98, 1907–08, 1909–10, 1910–11, 1927–28, 1934–35, 1945–46, 1958–59, 1970–71, 1977–78, 1980–81, 1986–87, 1988–89, 1997–98, 2001–02, 2008–09
- Surrey Senior Charity Shield[4]
  - Á quân mùa giải 1932–33
- Trevor Jones Memorial Trophy
  - Nhà vô địch mùa giải 2011
  - Á quân mùa giải 2009
- Vauxhall Championship Shield
  - Nhà vô địch mùa giải 1995
  - Á quân mùa giải 1996